# ناپرزدورف کامرزدورف
ناپرزدورف کامرزدورف (به آلمانی: Nappersdorf-Kammersdorf) یک منطقهٔ مسکونی در اتریش است که در ناحیه هولابرون واقع شده‌است. ناپرزدورف کامرزدورف ۱٬۳۳۳ نفر جمعیت دارد.